# Bibendum-stoel

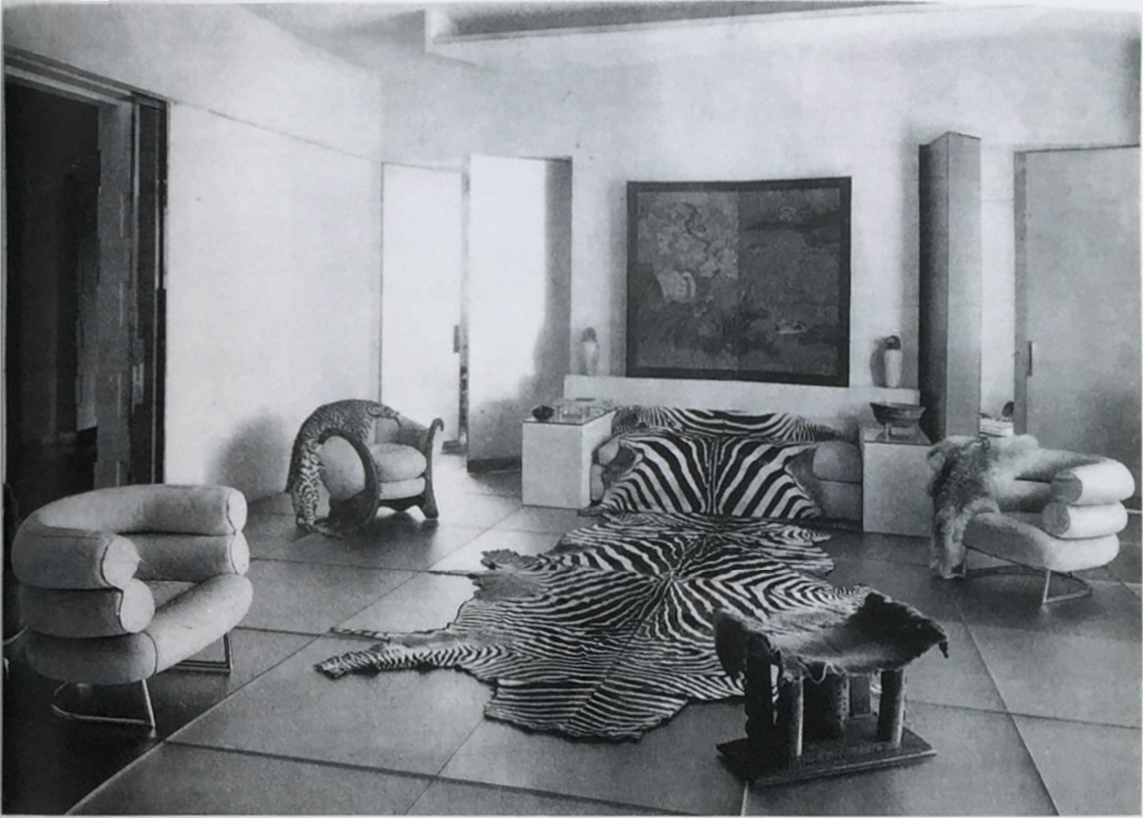
Le salon de verre ('De glazen salon') ontworpen door Paul Ruaud voor Madame Mathieu-Levy (Juliette Lévy), met meubels van Eileen Gray, 1933 (gepubliceerd in L'Illustration, 27 mei 1933)

De Bibendum-stoel is een stoel ontworpen door de Ierse meubelontwerpster en architecte Eileen Gray. Hij is genoemd naar Bibendum, de mascotte van de Franse bandenfabrikant Michelin. Gray ontwierp de stoel voor Juliette Lévy, een Parijse hoedenmaakster en society-dame.